# Winong (Gempol, Pasuruan)
Winong is een bestuurslaag in het regentschap Pasuruan van de provincie Oost-Java, Indonesië. Winong telt 6939 inwoners (volkstelling 2010).